# Hvirring Sogn
Hvirring Sogn er et sogn i Hedensted Provsti (Haderslev Stift).
I 1800-tallet var Hornborg Sogn anneks til Hvirring Sogn. Begge sogne hørte til Nim Herred i Skanderborg Amt. Hvirring-Hornborg sognekommune blev ved kommunalreformen i 1970 indlemmet i Tørring-Uldum Kommune, som ved strukturreformen i 2007 indgik i Hedensted Kommune.
I Hvirring Sogn ligger Hvirring Kirke.
I sognet findes følgende autoriserede stednavne:
- Banbjerg (bebyggelse)
- Boring (bebyggelse, ejerlav)
- Boringskov (bebyggelse)
- Boringsø (bebyggelse)
- Egeballe (bebyggelse)
- Febæk (bebyggelse)
- Honum (bebyggelse, ejerlav)
- Honum Mark (bebyggelse)
- Honumskov (bebyggelse, ejerlav)
- Hvirring (bebyggelse, ejerlav)
- Kirkebakke (areal)
- Kodallund (bebyggelse, ejerlav)
- Lindbæk (bebyggelse)
- Møgelbjerg (areal)
- Neder Kodallund (bebyggelse, ejerlav)
- Over Kodallund (bebyggelse, ejerlav)
- Rask Mark (bebyggelse)
- Rask Mølle (bebyggelse)
- Rask Skov (bebyggelse)
- Rasksø (areal)
- Skovby (bebyggelse)
- Tjåse (bebyggelse)
- Trebjerg (bebyggelse, ejerlav)
- Øksenbjerg (areal)